# Erich Maren Schlaikjer
Erich Maren Schlaikjer est un géologue et paléontologue américain, chasseur de dinosaures, né le 22 novembre 1905 à Newtown (Ohio) et mort le 5 novembre 1972.

## Biographie
Il est l’assistant de Barnum Brown (1873-1963) avec lequel il décrit le genre Pachycephalosaurus et ce qui est aujourd’hui  Montanoceratops. Il a notamment découvert Miotapirus et de nouvelles espèces de Mesohippus.

## Publications
- (en) Schlaikjer EM. (1931)	Description of a new Mesohippus from the White River formation of South Dakota: New England Zool. Club Proc., 12, pp35–36.
- (en) Schlaikjer EM. (1932) The osteology of Mesohippus barbouri: Mus. Comp. Zool. Bull., 72, pp391–410.
- (en) Brown B, Schlaikjer EM. (1937) The skeleton of Styracosaurus with the description of a new species: Am. Mus. Novitates. 955 p. 1-12.

## Source
- Traduction de l'article de langue anglaise de Wikipédia (version du 25 juin 2007).